# Оттерберн
Оттерберн (Otterburn) — городок в Нортамберленде в Англии.
Он расположен 50 км северо-западнее Ньюкасл-апон-Тайн на берегу реки Рид вблизи места впадения в неё ручья Otter Burn — по этой речке назван городок. Оттерберн находится 26 км от шотландской границы. Здесь 15 августа 1388 года состоялась битва при Оттерберне.
1. ↑  Parish Profiles // (unknown type) — Office for National Statistics.